# Nagaya (Prinz)
Nagaya (japanisch 長屋王, Nagaya no ōkimi; * 684?; † 20. März 729) war Politiker und ein kaiserlicher Prinz der Nara-Zeit, sowie Enkel des Kaisers Temmu. Durch seine kaiserliche Herkunft zu einer Autorität in politischen Kreisen geworden, wurde er aufgrund des sogenannten Nagaya-Vorfalls (einer Intrige des Fujiwara-Clans) zum Suizid gezwungen.
Sein Griff nach der Macht folgte dem Tod seines Cousins Fujiwara no Fuhito, dem mächtigsten Höfling an Kaiserin Gemmeis Hof im Jahre 720. Er wurde im Jahr 718 Dainagon, 721 Kanzler zur Rechten (Udaijin), 724 Kanzler zur Linken (Sadaijin), jedoch nicht Daijō Daijin (oberster Kanzler), wie es einige Geschichtsquellen vermerken. Diese Machtverschiebung war ein Grund für spätere Konflikte zwischen Prinz Nagaya und Fuhitos vier Söhnen während Kaiser Shōmus Herrschaft. 729 wird (von Nuribe no Miytsuko Kimitari und Nakatomo no Miyakoto Muraji Azumabito) heimlich verraten, dass er Verschwörung im Sinn habe. In der Nacht werden die Verschworenen umstellt. Nagaya tötet sich und die Seinen (Shoku Nihongi: Tempyō 1/2/12).
Auf dem Gelände seiner Residenz, das unter einem Supermarkt entdeckt wurde, fanden sich bei Ausgrabungen 1988 mehr als 30.000 gravierte Holztäfelchen (mokkan). 